# Las Cruces (Chile)
Las Cruces es una localidad chilena, balneario del litoral central; pertenece administrativamente a la comuna de El Tabo, Provincia de San Antonio, Región de Valparaíso y corresponde al Distrito 7 del Servicio Electoral. 
Se emplaza 7 km al sur de la ciudad de El Tabo, a 8 km al norte de Cartagena y a 15 km al norte del puerto de San Antonio. Cuenta con 2.781 habitantes. La Municipalidad de El Tabo tiene su sede en Las Cruces Norte.

## Historia

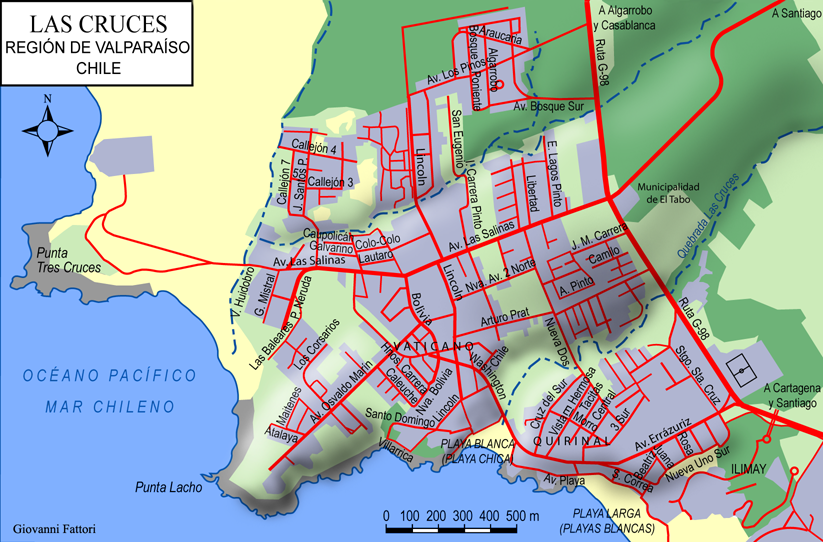
Mapa de Las Cruces.

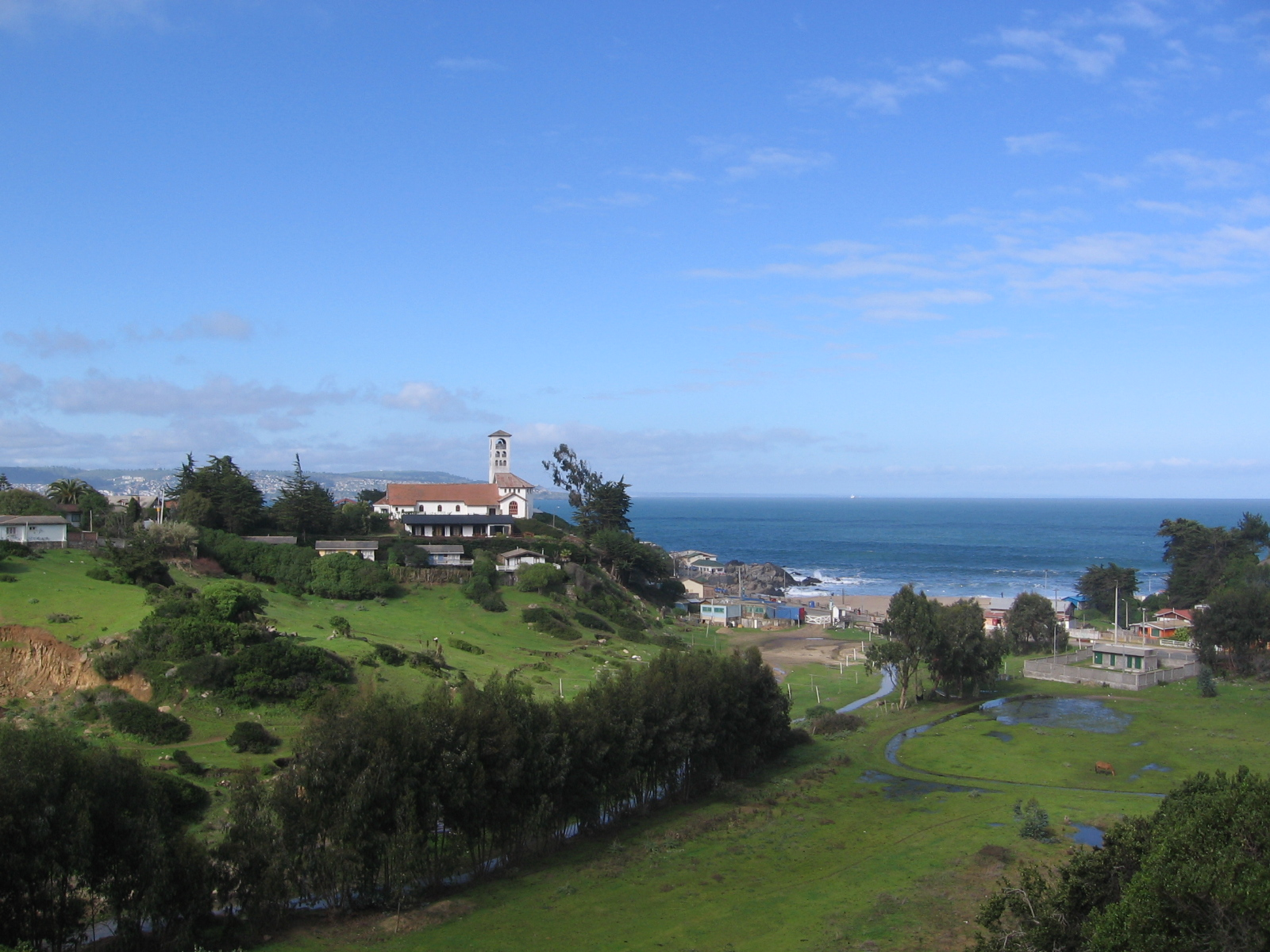
Playa Chica (central) de Las Cruces vista desde el este.

Las culturas bato, Llolleo y Aconcagua, según demuestran investigaciones realizadas desde 1895, dejaron, tanto en los alrededores de la laguna El Peral como en el sector sur del balneario, cerámicas, conchales (Playas Blancas) y cementerios (sector Bomberos).
El territorio del que hoy es parte Las Cruces estaba habitado antiguamente por diferentes grupos indígenas de idioma mapuche. A la llegada de los primeros españoles y criollos, estas tierras eran de los guachunde (huachunde) o indios del guachún lo que vendría a significar que eran un grupo “proveniente de tierras altas” (al sur de Melipilla).
El historiador Carlos Celis Atria consigna que la primera merced de tierras conocida en esta zona es la que otorgó el gobernador Martín Ruiz de Gamboa a Juan Bohón, «según título fechado en San Bartolomé de Gamboa, hoy Chillán, el 29 de julio de 1583, otorgándole 200 cuadras en las tierras llamadas de Chacao (del mapudungun: chacañ= chacas o tacas, lugar donde abundan las tacas o machas) y Duca Duca (doka= frutilla ácida, planta rastrera carnosa de la familia de las aizoaceas llamada frutilla de mar”) en los alrededores de la laguna hoy conocida como El Peral» (antiguamente, de los Pescadores y/o de los Patos), ubicada al sur de Las Cruces.
En cuanto al primer nombre relacionado con el actual, Celis señala que se encuentra en los censos de 1787 —se menciona el empadronamiento de las gentes de esta zona que administrativamente se denominaba La Cruz de Carén; la comarca se extendería entre El Quisco y Cartagena actuales, con centro en lo que después se convertiría en el balneario de Las Cruces— y 1813, donde se cita la existencia de una capilla pública denominada la de la Cruz de Carén en los terrenos que años después se conocerían como Las Cruces. Celis especifica que la denominación de Cruz de Carén aparece por primera vez en 1702 para referirse a una cruz que habría estado en un promontorio de la Punta del Lacho. 
Hacia 1787, el dueño de Las Cruces era el diputado Antonio Jofré y Valderrama; la propiedad, que tenía como centro la Punta del Lacho, se llamaba La Cruz del Carmen. En su testamento hecho en 1839 en Melipilla, Francisca Uribe, declaró ser dueña de la hacienda El Sauce y de “la hijuela de Las Cruces”. 
Sin embargo la leyenda del balneario cuenta que el nombre tiene su origen en un naufragio ocurrido frente a la playa de Las Salinas antes del 1900; en memoria de la tragedia habría colocado tres cruces, que a comienzos de siglo, debido a su mal estado, fueron reemplazadas por una sola por encargo Santos Pérez Eastman, vecino del lugar.
El abogado y magistrado José Toribio Marín Briones fue el precursor de Las Cruces como balneario de descanso. A fines del siglo XIX hizo construir la casa que se llamaría "Villa María Luisa", en honor a su mujer María Luisa Mujica Marín, y luego su hermano Rodolfo y su hijo Osvaldo Marín Mujica también erigieron las suyas, dando con ello origen al llamado "Barrio Vaticano".
El principal gentilicio que usan los locales es crucino/a.

## Residentes destacados

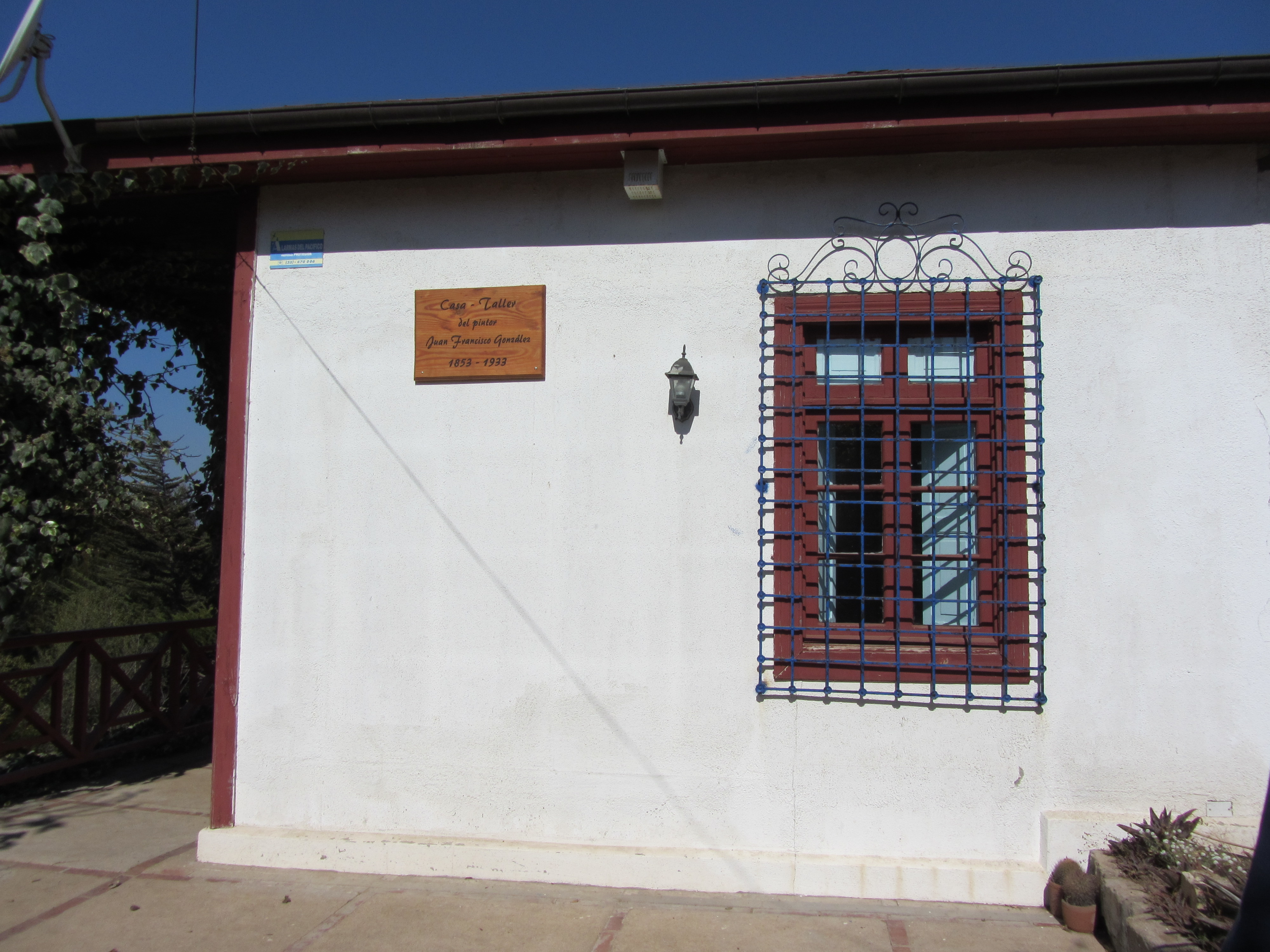
La que fuera casa-taller de Juan Francisco González, ahora habitada por el escritor Eduardo Labarca.

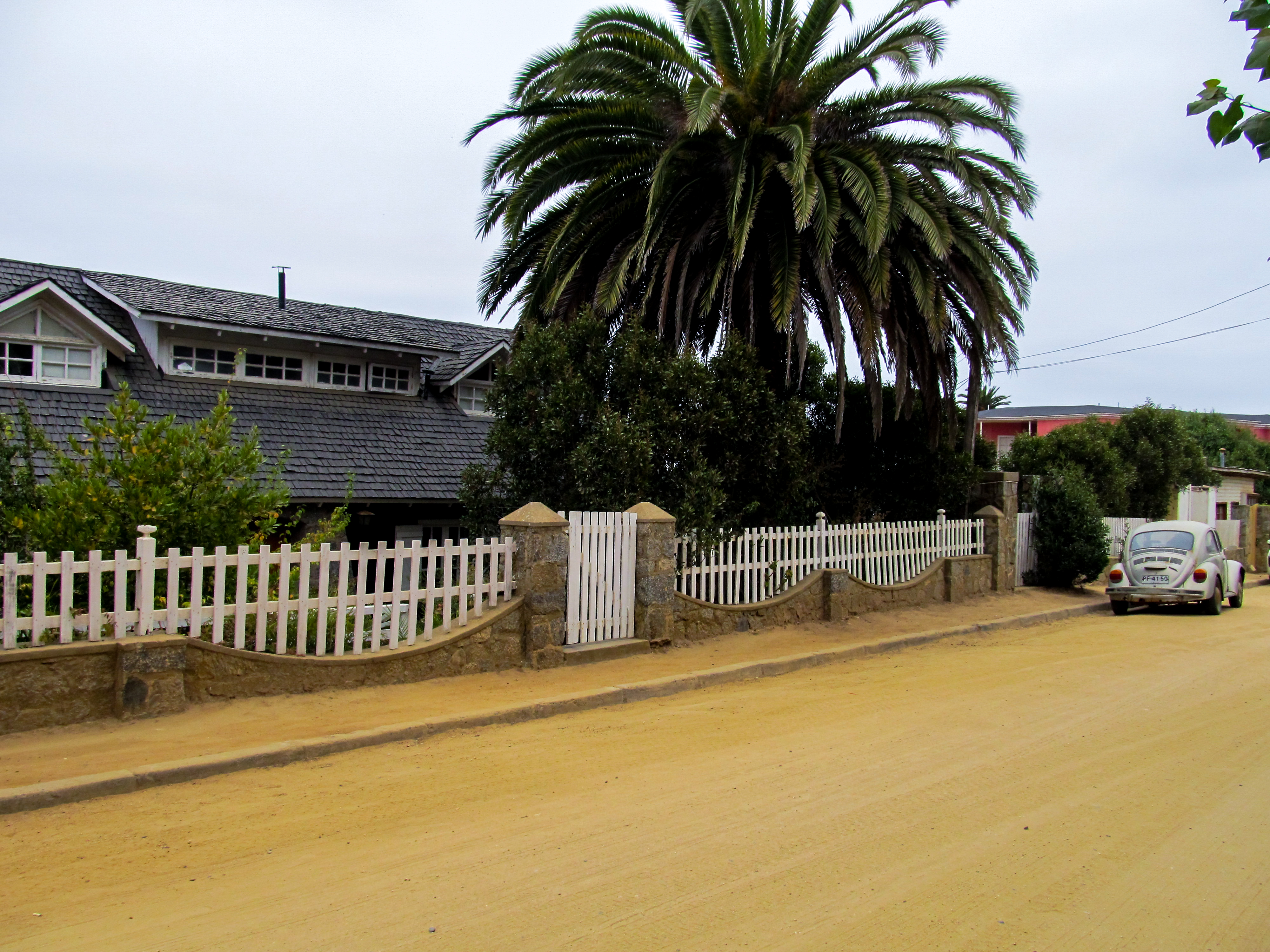
Casa de Nicanor Parra.

En este balneario pintó Juan Francisco González (el padre de su segunda esposa, José Toribio Marín Briones, tenía un fundo en la zona) y también vivió el artista Arturo Pacheco Altamirano. Pero el más famoso de sus habitantes es el antipoeta Nicanor Parra, que llegó en la década de los ochenta del siglo pasado, cuando compró la casona llamada La Pajarera. Cuando esta se incendió, adquirió la de al lado, construida por Mario Navarro.
Otros escritores se han instalado asimismo en Las Cruces, como el guionista (Julio comienza en julio, Caluga o menta, Amnesia) y novelista (Tres nombres para Catalina) Gustavo Frías, que llegó en la década anterior a Parra, o el periodista (Salvador Allende: Biografía sentimental) y narrador (Butamalón) Eduardo Labarca, que habita la que fuera  casa-taller del pintor Juan Francisco González. Entre los otros literatos que tienen casa en Las Cruces destacan la premiada Diamela Eltit, a quien, como a Parra, se le quemó su primera vivienda en el balneario, y la poetisa Carmen Berenguer.
Entre las familias de largo ancestro están los Uribe, los Aravena, los Moya y Álvarez, descendientes de los propietarios originales de la antigua Hacienda de Las Cruces (Mercedes Ortiz, José Moya, Bernabé Moya, José Moya Sáez, José de la Cruz Álvarez, Orfelina Álvarez, Ancona Diansilla). La familia del cardenal Francisco Javier Errázuriz Ossa es de Las Cruces, donde el futuro sacerdote pasó su niñez, y la calle principal lleva el nombre de su abuelo, Pedro Errázuriz Tagle. Vecina notable fue asimismo la familia Iglesias Beaumont, a la que pertenecían monseñor Daniel Iglesias Beaumont, sacerdote diocesano; sor María Teresa Iglesias Beaumont, religiosa de la Congregación de las Esclavas del Amor Misericordioso, y Joaquín Iglesias Beaumont, destacado cirujano-dentista y académico de la Universidad de Chile. En el barrio El Quirinal, tienen su casa sobre la Playa Chica, la familia Precht-Bañados, donde sus hijos, Cristián, destacado sacerdote, y Hernán, arquitecto, académico y comunicador social, son muy conocidos; del sector son también los Espinosa-Martínez, entre los que figura José Artemio, que, después de haber enviudado de Angélica Mackenna, fue ordenado sacerdote por el cardenal Errázuriz.
En abril de 2000 se abrió la Casa Cultural de las Cruces (calle Bolivia con José Tobar), que en septiembre de 2007 fue rebautizada como Centro Cultural Nicanor Parra, en honor al poeta.

## Atractivos turísticos
De sus atractivos turísticos, los más populares son, naturalmente, las playas. La principal es la Playa Chica (155 metros de ancho por 80 m de largo, de arena gruesa y amarilla), desde la que se pueden observar muchas de las residencias del conforman el patrimonio arquitectónico de Las Cruces; detrás de un roquerío a continuación se encuentra la pintoresca caleta de pescadores. Le sigue la Playa Grande, cuyo recorrido es un paseo típico en el atardecer; desde ella se pueden apreciar todas las casonas del sector y lo que se queda de la línea de ferrocarril de Cartagena a Las Cruces. Las Salinas, a pesar de ser peligrosa, es especialmente popular entre los veraneantes del sector alto del Vaticano. Las Delicias y Las Monjas, adyacentes a ala anterior, son famosas por sus arenas blancas y finas.
La Punta del Lacho es uno de los sitios privilegiados por los turistas para deleitarse con la puesta de sol; en este bello paraje, desde cuyo mirador se aprecia gran parte del litoral central, hay una zona marina protegida para la investigación científica de la  Universidad Católica. En la Punta Tres Cruces se pueden admirar las aves marinas y hacia el sur se extiende el santuario de la naturaleza de la Laguna El Peral. Grandes arenales y algunas dunas cubren el terreno hacia el noroeste de la localidad.
Dos colinas que alcanzan unos 40 m de altitud, separadas por una quebrada albergan dos los barrios principales del balneario: Vaticano el del norte y Quirinal el del sur.
La iglesia parroquial que destaca sobre la playa central fue proyectada por fray Pedro Subercaseaux en 1945. Son interesantes asimismo varias mansiones, como la proyectada por el arquitecto Josué Smith, o el Castillo Negro, mandado a construir por Rodolfo Marín Carmona y obra de Héctor Hernández.